# Union City (Tennessee)
Pour les articles homonymes, voir Union City.
Union City est une ville du Tennessee, dans le comté d'Obion aux États-Unis. Elle se trouve à moins de 10 km de la frontière entre le Kentucky et le Tennessee.